# Corynomalus csikii
Corynomalus csikii is een keversoort uit de familie zwamkevers (Endomychidae). De wetenschappelijke naam van de soort werd in 1945 gepubliceerd door Henry Frederick Strohecker als Amphix csikii.
De naam is een eerbetoon aan de Hongaarse entomoloog Ernő Csiki.
De soort komt voor in Peru.